# Eternals
Eternals è un film del 2021 co-scritto e diretto da Chloé Zhao. 
Basato sull'omonimo gruppo di Marvel Comics, è il 26º film del Marvel Cinematic Universe (MCU).
Interpretato da un cast corale composto da Gemma Chan, Richard Madden, Kumail Nanjiani, Lia McHugh, Brian Tyree Henry, Lauren Ridloff, Barry Keoghan, Don Lee, Kit Harington, Salma Hayek e Angelina Jolie. Nel film, gli Eterni, una razza aliena immortale creata dai Celestiali, che hanno segretamente vissuto sulla Terra per migliaia di anni, si riuniscono per proteggere l'umanità dalle loro controparti malvagie, i Devianti.

## Trama
Nel 5000 a.C. dieci Eterni (Ajak, Sersi, Ikaris, Druig, Makkari, Phastos, Sprite, Thena, Gilgamesh e Kingo), creature immortali e superpotenti provenienti dal pianeta Olimpia, vengono inviati con l'astronave Domo dal Celestiale Arishem sulla Terra per combattere i Devianti, esseri mostruosi che divorano gli esseri umani, insediandosi al principio in Mesopotamia. Nel corso dei millenni gli Eterni proteggono l'umanità da tale minaccia, ma sono obbligati a non interferire mai nel percorso evolutivo della specie. Nel 1521, durante la Conquista spagnola in Centro America, quelli che sembrano gli ultimi Devianti rimasti sulla Terra vengono eliminati dagli Eterni, ma tra questi si genera una frattura in quanto alcuni di loro vorrebbero intervenire nella storia umana; il gruppo si scioglie e ciascuno prende la propria strada in attesa di essere richiamati su Olimpia.
Nel presente Sersi vive a Londra con Sprite; in passato Sersi aveva avuto una relazione con Ikaris, sfociata in matrimonio. Dopo essere stata abbandonata senza apparente motivo oltre cinquecento anni prima, ha iniziato una relazione con l'umano Dane Whitman. Una sera Sersi, Dane e Sprite vengono attaccati da un Deviante e Ikaris appare per aiutarle a respingerlo; i tre Eterni decidono quindi di riunirsi con il resto della squadra sparsa per il mondo per fronteggiare il rinnovato pericolo. Giunti nel Dakota del Sud, dove Ajak si è ritirata a una vita solitaria, la trovano senza vita. Sersi riceve il dono di comunicare con Arishem, essendo stata designata da Ajak come nuova leader del gruppo.
Arishem rivela a Sersi che in realtà lei e gli altri Eterni sono stati creati da lui e inviati sulla Terra non solo per combattere i Devianti, ma anche per preparare il pianeta all'Emersione, un evento che porterà alla nascita di un nuovo Celestiale che potrà perpetuare la diffusione della vita nell'universo; l'Emersione causa però la completa distruzione del pianeta ospite. In origine i Devianti erano stati creati per favorire lo sviluppo di vita intelligente sui pianeti, ma evolvendosi, sfuggirono al controllo dei Celestiali che per questo motivo crearono gli Eterni per sconfiggerli. Dato che la popolazione terrestre ha raggiunto l'energia vitale sufficiente, l'Emersione è ormai imminente. Sersi e gli altri Eterni, affezionati agli umani, decidono di fermare l'Emersione tramite un processo che connetta tutti i loro poteri. Ikaris però rivela che anche Ajak aveva avuto la stessa idea, ragione per cui lui ne aveva causato la morte lasciandola in balia dei Devianti: Ikaris si era allontanato dai compagni e dal resto del mondo perché la leader gli aveva detto la verità da molti secoli, e intende adempiere alla sua missione. Sprite si schiera con Ikaris e Kingo sceglie di ritirarsi per non andare contro Arishem e per non scontrarsi con i compagni.
Sersi, Druig, Thena, Makkari e Phastos combattono Ikaris, Sprite e il Deviante Kro, il quale ha acquisito nuovi poteri e intelligenza dopo aver assorbito i poteri e la vita di Ajak e Gilgamesh; Thena uccide Kro, mentre Sersi riesce a utilizzare i poteri di tutti gli Eterni per pietrificare il neonato Celestiale Tiamut mentre sta cominciando a emergere. Ikaris, in preda ai sensi di colpa per quello che ha fatto ai compagni, vola verso il Sole presumibilmente suicidandosi; usando il residuo potere collettivo degli Eterni in lei, Sersi rende Sprite umana per permetterle di crescere e avere una vita completa. Thena, Druig e Makkari partono nello spazio a bordo della Domo per convertire altri Eterni in tutto l'universo; Sprite si iscrive a scuola e va a vivere con Kingo; Phastos torna dalla sua famiglia umana e Sersi da Dane. Quest'ultimo sta per confessarle un segreto sulla sua famiglia, ma in quel momento Arishem rapisce dalla Terra Sersi, Phastos e Kingo affermando che intende giudicare gli umani attraverso la loro memoria per decidere se la loro sopravvivenza valga il sacrificio di un Celestiale.
Nella scena durante i titoli di coda, Thena, Druig e Makkari si preoccupano non avendo ricevuto contatti dai loro compagni sulla Terra da molte settimane, quando ricevono la visita di Eros, principe di Titano e fratello di Thanos e del suo servo Pip il Troll; Eros informa i tre che i loro amici sono in pericolo, offrendosi di aiutarli. Nella scena dopo i titoli di coda, Whitman apre un antico baule contenente una spada mistica appartenuta ai suoi antenati; sta per prenderla, quando qualcuno gli chiede se sia davvero pronto.

## Personaggi
- Sersi, interpretata da Gemma Chan: un'Eterna empatica con un'affinità per l'umanità che può trasmutare la materia. È innamorata di Ikaris da secoli e finge di essere una curatrice di musei sulla Terra. Chan ha già interpretato Minn-Erva in Captain Marvel (2019).[1][2]
- Ikaris, interpretato da Richard Madden: il leader tattico degli Eterni che può volare, proiettare raggi di energia cosmica dagli occhi e possiede una forza sovrumana.[2]
- Kingo, interpretato da Kumail Nanjiani: un Eterno che può emettere proiettili di energia cosmica dalle sue mani. Innamorato della fama, Kingo diventa una famosa star del cinema di Bollywood per mimetizzarsi sulla Terra. Nanjiani voleva che la sua interpretazione combinasse l'atteggiamento spiritoso di John McClane della serie di film Die Hard, con l'aspetto dell'attore di Bollywood Hrithik Roshan.[2]
- Sprite, interpretata da Lia McHugh: un'Eterna che può proiettare illusioni realistiche. Sprite ha l'aspetto di un'adolescente, costretta ad essere eternamente giovane.[2]
- Phastos, interpretato da Brian Tyree Henry: un inventore Eterno molto intelligente in grado di usare l'energia cosmica per progettare e creare qualsiasi invenzione o arma, aiuta segretamente l'umanità a progredire tecnologicamente. È il primo supereroe ad essere raffigurato come omosessuale in un film del Marvel Cinematic Universe.[2]
- Makkari, interpretata da Lauren Ridloff: un'Eterna dotata di una super velocità cosmica che usa per esplorare i pianeti. È la prima supereroina sorda del MCU e, come tale, non è influenzata dai boom sonici che crea.[2]
- Druig, interpretato da Barry Keoghan: un Eterno distaccato che può usare l'energia cosmica per controllare le menti degli altri. Si ritira dagli altri Eterni perché non è d'accordo con le loro interazioni con l'umanità.[2]
- Gilgamesh, interpretato da Don Lee: l'Eterno più forte, che può proiettare un esoscheletro di energia cosmica per potenziare la sua forza, diventa il partner di Thena nel loro esilio dagli altri Eterni.[2]
- Dane Whitman, interpretato da Kit Harington: un professore di storia al Museo di storia naturale di Londra e partner umano di Sersi.[3]
- Ajak, interpretata da Salma Hayek: la guida saggia e spirituale degli Eterni, che ha aiutato il progresso della civiltà umana ed è in grado di usare le sue capacità per guarire. Ajak possiede anche una sfera di alta tecnologia che usa per comunicare con i Celestiali.[2]
- Thena, interpretata da Angelina Jolie: una feroce guerriera Eterna che può formare qualsiasi arma dall'energia cosmica e sviluppa uno stretto legame con Gilgamesh nel corso dei secoli.[2]

Inoltre Harish Patel interpreta Karun, il maggiordomo, cameraman e migliore amico di Kingo, Haaz Sleiman e Esai Daniel Cross interpretano Ben e Jack, rispettivamente il marito e figlio di Phastos; il giovane Zain al-Rafeea interpreta l'abitante del villaggio che incontra i protagonisti nella prima scena del film. David Kaye doppia Arishem mentre Bill Skarsgård è la voce del Deviante Kro. Harry Styles appare in una scena a metà dei titoli di coda, nel ruolo di Eros / Starfox, mentre Patton Oswalt doppia il personaggio di Pip il Troll. Nella scena dopo i titoli di coda Mahershala Ali ha un cameo vocale non accreditato nei panni di Blade.

## Produzione

### Sviluppo
Nell'aprile 2018, il presidente dei Marvel Studios, Kevin Feige, ha dichiarato che lo studio stava sviluppando attivamente un film basato sulla serie di fumetti Marvel Gli Eterni, creata da Jack Kirby, che avrebbe fatto parte della Fase Quattro. La Marvel ha incontrato diversi sceneggiatori e si credeva si stesse concentrando sul personaggio di Sersi. La Marvel incaricò Matthew e Ryan Firpo di scrivere la sceneggiatura un mese dopo, con i loro contorni tra cui una storia d'amore tra i personaggi Sersi e Ikaris. A giugno, Feige disse che la Marvel era interessata a esplorare il "tipo di fantascienza di antichi alieni" degli Eterni, che è l'ispirazione per miti e leggende nella storia del Marvel Cinematic Universe.
Alla fine di agosto, la ricerca del regista della Marvel per Eternals si è ristretta a una lista che includeva Chloé Zhao — che era stata anche in corsa per dirigere Black Widow — Nicole Kassell, Travis Knight e la coppia di Cristina Gallego e Ciro Guerra. Zhao si è rivolta ai Marvel Studios per la realizzazione del film dato che si è detta una fan del MCU. Voleva lavorare con lo studio per portare il suo punto di vista nel franchise. Li ha impressionati con una presentazione che includeva "risme di immagini" per trasmettere il suo discorso che Feige ha descritto come affascinante. A settembre è stata assunta come regista. Zhao sperava di spingere l'ambito del film oltre Avengers: Endgame, ma voleva anche che avesse intimità. Sperava di portare il suo amore per i manga nel progetto per renderlo un "matrimonio tra Oriente e Occidente".
La Marvel considerava Eternals come una "transizione perfetta" nella sua prossima fase di film insieme a progetti come Captain Marvel, in quanto consentiva allo studio di scegliere un gruppo eterogeneo di attori per interpretare i vari Eterni. Nel febbraio 2019, Feige ha ribadito che la Marvel era interessata ai personaggi a causa della "immensa, straordinaria epopea di Kirby con Eternals che dura decine di migliaia di anni" nei fumetti; perché volevano creare più film "fin dall'inizio" come Guardiani della Galassia, piuttosto che creare un crossover ensemble come hanno fatto con The Avengers; e di introdurre "personaggi di cui la maggior parte del mondo non ha mai sentito parlare" come hanno fatto con i Guardiani della Galassia e i Vendicatori.

### Pre-produzione
Angelina Jolie si è unita al cast nel marzo 2019, nel ruolo di Thena, con Kumail Nanjiani e Don Lee che avrebbero interpretato ruoli sconosciuti il mese successivo. A quel tempo, il film prevedeva il primo supereroe gay dei Marvel Studios. A maggio, Richard Madden ha avviato i negoziati per il ruolo di Ikaris, e il mese successivo Salma Hayek aveva avviato i primi negoziati per un ruolo non divulgato. A luglio, Variety riferì che il cast includeva Jolie, Madden e Millie Bobby Brown, ma Brown negò rapidamente di essere stata scelta.
Più tardi quel mese al Comic-Con di San Diego 2019, Feige annunciò ufficialmente il film, con una data di uscita del 6 novembre 2020. Confermò il casting di Jolie, Nanjiani, Lee, Madden e Hayek, rivelando che i loro ruoli erano Thena, Kingo, Gilgamesh, Ikaris e Ajak, e annunciò anche il casting di Lauren Ridloff nei panni di Makkari, Brian Tyree Henry come Phastos e Lia McHugh come Sprite. In seguito all'annuncio, Feige ha confermato che uno di questi personaggi sarebbe stato un personaggio LGBTQ; l'attore Haaz Sleiman ha successivamente rivelato che Phastos è il personaggio ritratto come gay nel film, con Sleiman che interpreta il marito del personaggio. La coppia ha un figlio nel film. Sleiman ha ritenuto che fosse "importante [per il film] mostrare quanto amorevole e bella potesse essere una famiglia con una coppia omosessuale" piuttosto che la rappresentazione "sessuale o ribelle" delle persone omosessuali in alcuni media precedenti. Feige ha detto che la relazione è stata "sempre in qualche modo inerente alla storia" e ha ritenuto che fosse "estremamente ben fatto" nel film, mentre Sleiman ha detto che era una rappresentazione "premurosa".

### Riprese
Con l'annuncio ufficiale del film a luglio 2019, la fotografia principale era iniziata ai Pinewood Studios nel Buckinghamshire, in Inghilterra. Il mese seguente, Gemma Chan e Barry Keoghan erano in trattative per unirsi al cast. La Chan in precedenza aveva interpretato Minn-Erva in Capitan Marvel, ma secondo le indiscrezioni era potenzialmente considerata dalla Marvel per interpretare un personaggio principale in questo film. Chan e Keoghan sono stati confermati per il cast alla D23 Expo di agosto, nei ruoli di Sersi e Druig, rispettivamente, insieme a Kit Harington come Dane Whitman. All'inizio di novembre, le riprese si sono svolte alle Isole Canarie, dove l'equipe, compresi gli attori Jolie e Madden, dovette essere evacuata da un'area sull'isola di Fuerteventura, a causa di un ordigno esplosivo trovato lì, che si ritiene fosse un residuo bellico proveniente da una base nazista. All'inizio di gennaio 2020, le riprese si sono svolte al di fuori del Museo di Storia Naturale dell'Università di Oxford a Oxford, in Inghilterra, nonché a Hampstead Heath a Londra. Le riprese sono terminate il 4 febbraio 2020.
La regista Zhao ha dichiarato che i Marvel Studios le hanno concesso la libertà creativa di girare il film in esterno, "esattamente come [lei] voleva girarlo". È stata in grado di utilizzare così uno stile simile ai suoi film precedenti, comprese le riprese a 360°, lavorando con la stessa telecamera e gli stessi impianti utilizzati per il suo film Nomadland. La regista ha inoltre osservato di "essere stata fortunata perché la Marvel vuole correre dei rischi e fare qualcosa di diverso". La Zhao ha citato The Revenant come una delle principali fonti d'ispirazione per la composizione delle sequenze d'azione del film. Gemma Chan ha osservato che il processo di ripresa è stato molto diverso da quello che ha vissuto in Captain Marvel, spiegando che Eternals è girato di più in esterno, utilizzando la luce naturale, mentre in Captain Marvel aveva lavorato di più in studio e con schermo blu. Il budget del film è stato di 200 milioni di dollari.

### Post-produzione
Nel marzo 2020, Scanline VFX, una delle società che lavorano sugli effetti visivi del film, ha confermato che avrebbero lavorato in remoto a causa della pandemia di COVID-19. All'inizio di aprile, la Disney ha spostato gran parte dei suoi film a causa della pandemia, posticipando Eternals al 12 febbraio 2021. Ad agosto, il titolo del film è stato ufficialmente abbreviato da The Eternals a Eternals, e il mese successivo, la data di uscita è stata posticipata al 5 novembre 2021. Le riprese aggiuntive sono state effettuate a metà novembre 2020.
Nel gennaio 2021, Zhao ha rivelato di essere anche sceneggiatrice del film, affermando che i crediti ufficiali dovevano ancora essere aggiornati.

## Colonna sonora
Ramin Djawadi ha composto la colonna sonora del film, dopo averlo fatto in precedenza per Iron Man.

## Promozione
Il 24 maggio 2021 è stato distribuito il primo teaser trailer del film, mentre il trailer ufficiale è stato diffuso il 19 agosto 2021.

## Distribuzione

### Data di uscita
Eternals è stato distribuito il 3 novembre 2021 in Italia e il 5 novembre negli Stati Uniti. In precedenza era stato fissato per il rilascio il 6 novembre 2020, prima che fosse spostato al 12 febbraio 2021, e poi alla data di novembre 2021, a causa della pandemia di COVID-19. È stato presentato in anteprima il 24 ottobre 2021 alla Festa del Cinema di Roma 2021.

### Divieti
Negli Stati Uniti d'America la MPAA ha classificato il film come parents strongly cautioned (PG-13) per scene contenenti violenza, azione di tipo fantasy, linguaggio utilizzato e breve sessualità.

### Edizione italiana
La direzione del doppiaggio e i dialoghi italiani sono stati curati da Marco Guadagno.

### Edizioni home video
Il film è disponibile in DVD, Blu-ray e 4K Ultra HD dal 15 febbraio 2022.

## Accoglienza

### Incassi
Eternals ha incassato 164870234 $ in Nord America e 237194665 $ nel resto del mondo, per un incasso complessivo di 402064899 $, a fronte di un budget di produzione di $200 milioni.
Il film è il dodicesimo maggior incasso mondiale del 2021 e il sesto maggior incasso nel Nord America del 2021.

#### Nord America
Nel primo giorno di programmazione il film ha incassato $30,8 milioni in 4,090 schermi. Nel week-end d'esordio ha ottenuto il primo posto al botteghino incassando $71,3 milioni, mentre nella prima settimana ha incassato di $91,3 milioni. Ha mantenuto il primo posto anche nel secondo week-end con $26,9 milioni, per poi scendere al secondo posto nel terzo week-end con $11,1 milioni, al quarto posto nel quarto week-end con $7,9 milioni e al quinto posto nel quinto fine settimana con $4,1 milioni.

#### Internazionale
Nel resto del mondo ha incassato 237194665 $ e i mercati maggiori sono stati Corea del Sud ($26,9 milioni), Regno Unito ($20 milioni), Francia ($16,2 milioni), Messico ($15,3 milioni), Brasile ($12,8 milioni), Australia ($11 milioni), Giappone ($10,5 milioni), Italia ($9,8 milioni), Germania ($9,4 milioni) e Russia ($9,3 milioni).

### Critica
Sull'aggregatore di recensioni Rotten Tomatoes il film ha una percentuale di gradimento del 47%, con un voto medio di 5,6 su 10 basato su 412 recensioni; il consenso critico del sito recita: "Un'ambiziosa epopea di supereroi che sale ogni volta che si sforza, Eternals porta il Marvel Cinematic Universe in nuove direzioni intriganti e occasionalmente confuse". Su Metacritic ha un punteggio di 52 su 100 basato su 62 recensioni.

## Sequel
Nell'ottobre 2021 la regista Zhao ha espresso interesse nel dirigere un sequel, ma a causa dello scarso successo del primo capitolo, Marvel prese la decisione di cancellarlo.